# Тенизбаев, Нурбахыт Молдахметович
Нурбахыт Молдахметович Тенизбаев (род. 10 апреля 1983 года) — казахстанский борец греко-римского стиля, серебряный призёр летних Олимпийских игр 2008 года, бронзовый призёр чемпионата мира 2009 года, чемпион мира среди юниоров Стамбул 2003 год. Двукратный чемпион Азии. Заслуженный мастер спорта Казахстана.  
22 ноября 2016 года Международная федерация борьбы (UWW) присвоила казахстанскому борцу греко-римского стиля Нурбахыту Тенизбаеву серебряную медаль Олимпийских игр 2008 года. UWW направила официальное письмо с подтверждением в Федерацию греко-римской, вольной и женской борьбы Казахстана.

## Биография
Родился в многодетной семье (11 детей, Нурбахыт десятый по счету) в селе Уч-Арал Панфиловского района Алматинской области. 
Борьбой занимался в клубе «Даулет-Жаркент». Первый тренер — Турганбеков Жумакан, тренер в профессиональном спорте Агимов Кудайберген Курмангалиевич.
| - Заслуженный мастер спорта Республики Казахстан; - с 2001 по 2013 годы капитан сборной Казахстан по греко-римской борьбе; - 2003 год - Чемпион мира среди юниоров (Стамбул-Турция); - 2003 год - серебряный призер Центрально-азиатских игр (Душанбе-Таджикистан); - 2003 год - победитель кубка Азии (г.Алматы, Казахстан); - 2005 год - победитель кубка Республики Казахстан (г.Семей, Казахстан); - 2005 год – двукратный серебряный призер кубка мира (Тегеран, Иран 2005 год – Алматы, Казахстан 2003 год.); - 2006 год чемпион Азии (г.Алматы, Казахстан); - 2007-2008 гг. двукратный чемпион мемориала-международного турнира класса «А», «Дэйва Шульца» (Колорадо, США); - 2008 г.- бронзовый призер Олимпийских игр в Пекине, (22 ноября 2016 года Международная федерация борьбы (UWW) присвоила серебряную медаль Олимпийских игр 2008 года); - бронзовый призер чемпионата мира (Хернинг-Дания 2009 год); - 2010 год победитель кубка президента Республики Казахстан (г.Астана- Казахстан); |

- 2012 год- победитель гран-при «Ядыгер Имам» (г. Гум, Иран).
Участник Олимпиады 2004 в Афинах. 
Бронзовый призёр Олимпиады 2008 в Пекине. (2016 году UWW присвоила казахстанскому борцу греко-римского стиля Нурбахыту Тенизбаеву серебряную медаль Олимпийских игр 2008 года).
Бронзовый призёр чемпионата мира 2009 года. Призёр Азиады-2010. 
В 2008 году награжден орденом почёта "Құрмет" Орден «Курмет»
В 2016 году стал почётным гражданином города Талдыкорган и был награждён почётным знаком «За заслуги в развитии физической культуры, спорта и туризма» Межпарламентской ассамблеи СНГ. 
- почётный гражданин Панфиловского района Алматинской области;
- победитель в номинации «Патриот - 2011 года» Республики Казахстан (г. Павлодар-2011 год).
с 2014 года является директором КГУ «Областная школа высшего спортивного мастерства» Алматинской области.
С Ноября 2018 года является руководителем управления спорта Алматинской области.